# X Games California 2022
La XXXIII edición de los X Games se celebró en California (Estados Unidos) entre el 20 y el 24 de julio de 2022 bajo la organización de la empresa de televisión ESPN.

## Medallistas de ciclismo BMX
| Evento               | Oro                             | Plata                        | Bronce                        |
| -------------------- | ------------------------------- | ---------------------------- | ----------------------------- |
| Parque               | Logan Martin Australia          | Justin Dowell Estados Unidos | Dennis Enarson Estados Unidos |
| Dirt                 | Dawid Godziek · Polonia         | Jaie Toohey Australia        | Logan Martin Australia        |
| Parque – Mejor truco | Mike Varga · Canadá             | Kevin Peraza · México        | Jeremy Malott Estados Unidos  |
| Megaparque           | Ryan Williams Australia         | Pat Casey Estados Unidos     | Jaie Toohey Australia         |
| Calle                | Garrett Reynolds Estados Unidos | Felix Prangenberg · Alemania | Devon Smillie Estados Unidos  |